# عثمان بن ابی‌العاص
عثمان بن ابی‌العاص ثقفی (مرگ در ۶۷۱ یا ۶۷۵) یکی از اصحاب پیامبر اسلام محمد از قبیله ثقیف و فرماندار بحرین (شرق عربستان) و عمان در ۶۳۶ تا ۶۵۰ میلادی در دوره خلافت عمر و عثمان بود. او در دوره زمام‌داریش لشکرهایی را به استان ساسانی پارس در جنوب ایران روانه کرد و در فتح آن نقش مهمی داشت. وی پس از برکناری، با برادرانش در بصره ساکن شد و از خلیفه املاک زیادی را دریافت کرد. او احادیث بسیاری را برای حسن بصری نقل کرد و در همان شهر درگذشت.